# Bartolomeo Biasoletto
Bartolomeo Biasoletto (Dignano d'Istria, 24 aprile 1793 – Trieste, 17 gennaio 1859) è stato un chimico, botanico e naturalista italiano.

## Biografia
Di umili origini, iniziò a lavorare all'interno di alcune farmacie tra Fiume e Trieste. Quindi decise di studiare farmacia a Vienna, ove conseguì la laurea nel 1814. Svolse un anno di pratica a Wels, in Austria, dove, appassionatosi di botanica, incominciò a formarsi un erbario.
Al rientro a Trieste, nel 1817, acquistò una farmacia propria. Qui, nel 1819, conobbe David Heinrich Hoppe, direttore della Società botanica di Ratisbona, con il quale formò un fortunato sodalizio di ricerca, sostanziatosi mediante il rinvenimento di numerose specie e la stesura di diversi articoli scientifici, che consentirono a Biasoletto di acquisire già una certa fama. Nel 1823 conseguì, presso l'Università di Padova, anche la laurea in filosofia.
Negli anni successivi compì numerosi viaggi, specie in Istria, accompagnando diversi esponenti del panorama scientifico internazionale. Nel 1833 un viaggio di ricerca in compagnia di Muzio Tommasini portò all'uscita di un interessante lavoro sulla flora della Venezia Giulia e dell'Istria. I due botanici, poi, nel 1838, parteciparono assieme ad una più importante spedizione scientifica, a capo della quale si trovava Federico Augusto II, re di Sassonia. A tale evento Biasoletto dedicherà qualche anno più tardi una relazione, più volte ristampata, dal titolo Viaggio di S.M. Federico Augusto re di Sassonia per l'Istria, Dalmazia e Montenegro (1841).
Nel frattempo, però, sotto l'egida del gremio farmaceutico di Trieste, creato nel 1820, diede vita ad un gabinetto botanico (1828), di cui sarà direttore dal 1831, che costituisce di fatto il primo giardino botanico di Trieste (al suo posto sorgerà, nel 1842, l'attuale Civico Orto Botanico).
Le sue ricerche, nell'applicazione della teoria alla pratica nel campo della botanica associato allo chimica, lo misero in luce facendolo diventare socio corrispondente dell'Accademia dei Georgofili e garantendogli la partecipazione a diverse sessioni dei congressi degli scienziati italiani, che si svolsero dal 1839 al 1847. Biasoletto intervenne anche ai congressi naturalistici tenutisi a Vienna nel 1832 e a Praga nel 1836. Fu socio delle più importanti istituzioni di scienze naturali europee.
| Biasol. è l'abbreviazione standard utilizzata per le piante descritte da Bartolomeo Biasoletto. Consulta l'elenco delle piante assegnate a questo autore dall'IPNI. |

## Opere principali
- Di alcune alghe microscopiche, Weis, Trieste 1832.
- Streifzug von Triest nach Istrien im Fruhlinge 1833, mit besonderer Rucksicht auf Botanik, con M. Tommasini, s.e., s.l. 1833.
- Viaggio di S.M. Federico Augusto re di Sassonia per l’Istria, Dalmazia e Montenegro, Weis, Trieste 1841, su books.google.it.
- Escursioni botaniche sullo Schneeberg (Monte Nevoso) nella Carniola, Tip. Papsch & C., Trieste 1846.
- Cenni sull'economia rurale, Weis, Trieste 1849.